# Eleccions al Parlament Europeu de 1989 (Bèlgica)
Les eleccions al Parlament Europeu de 1989 a Bèlgica van ser les eleccions celebrades el 18 de juny per a escollir als 24 eurodiputats belgues per a la III legislatura del Parlament Europeu. Les eleccions van superar el 90% de la participació, molt per sobre que la mitjana de tots els estats membre de les Comunitats Europees, i van coincidir amb les primeres eleccions al Parlament de la Regió de Brussel·les-Capital.

## Resultats
El Partit Cristià Popular va guanyar les eleccions del col·legi neerlandès amb un 34,08% dels vots de la comunitat flamenca enfront del 20,04% del Partit Socialista Flamenc, mentre que a la comunitat francesa va guanyar el Partit Socialista amb un 38,13% dels vots mentre que el Partit Cristià Social va obtenir el 21,28%.
Per faccions europees, els partits agrupats a la Unió dels Partits Socialistes de la Comunitat Europea van aconseguir 8 escons mentre que els membres del Partit Popular Europeu van obtenir 7 eurodiputats, els partits de la Federació de Partits Liberals, Demòcrates i Reformistes a Europa van aconseguir 4 representants, els partits de la Coordinació Europea de Partits Verds es van fer amb 3 escons i els membres de l'Aliança Lliure Europea 1 representant.
| Candidatura                                                                | Facció europea               | Sufragis                     | Sufragis                     | Escons                           | Escons                           |
| Candidatura                                                                | Facció europea               | Vots                         | %                            | Dip.                             | Dif.                             |
| Col·legi electoral francòfon                                               | Col·legi electoral francòfon | Col·legi electoral francòfon | Col·legi electoral francòfon | Col·legi electoral francòfon     | Col·legi electoral francòfon     |
| -------------------------------------------------------------------------- | ---------------------------- | ---------------------------- | ---------------------------- | -------------------------------- | -------------------------------- |
| Partit Socialista (PS)                                                     | UPSCE                        | 854.207                      | 38,13%                       | 5                                | Es manté                         |
| Partit Social-Cristià (PSC)                                                | PPE                          | 476.795                      | 21,28%                       | 2                                | ▼ 1                              |
| Partit Reformista Liberal (PRL)                                            | LDRE                         | 423.479                      | 18,90%                       | 2                                | ▼ 1                              |
| Ecolo                                                                      | CEPV                         | 371.053                      | 16,56%                       | 2                                | ▲ 1                              |
| Front Democràtic dels Francòfons                                           |                              | 85.867                       | 3,83%                        |                                  |                                  |
| Partit dels Treballadors de Bèlgica                                        |                              | 10.117                       | 0,45%                        |                                  |                                  |
| Partit dels Treballadors Socialistes - Lliga Revolucionara de Treballadors |                              | 9.031                        | 0,40%                        |                                  |                                  |
| Llista per Europa, Treballadors i Democràcia                               |                              | 5.503                        | 0,25%                        |                                  |                                  |
| Partit Humanista                                                           |                              | 4.342                        | 0,19%                        |                                  |                                  |
| Col·legi electoral neerlandès                                              |                              |                              |                              |                                  |                                  |
| Partit Cristià Popular (CVP)                                               | PPE                          | 1.247.075                    | 34,08%                       | 5                                | ▲ 1                              |
| Partit Socialista Flamenc (BSP)                                            | UPSCE                        | 733.242                      | 20,04%                       | 3                                | ▼ 1                              |
| Partit de la Llibertat i el Progrès (PVV)                                  | LDRE                         | 625.561                      | 17,10%                       | 2                                | Es manté                         |
| Agalev-Groen                                                               | CEPV                         | 446.539                      | 12,20%                       | 1                                | ▼ 1                              |
| Unió del Poble - Aliança Lliure Europea (VU)                               | ALE                          | 318.153                      | 8,70%                        | 1                                | Es manté                         |
| Bloc Flamenc                                                               |                              | 241.117                      | 6,59%                        | 1                                | ▲ 1                              |
| Arc de Sant Martí                                                          |                              | 26.472                       | 0,72%                        |                                  |                                  |
| Partit dels Treballadors de Bèlgica                                        |                              | 20.747                       | 0,57%                        |                                  |                                  |
| Vots a candidatures                                                        | Vots a candidatures          | 5.899.300                    | 91,62%                       | 24                               | Es manté                         |
| Vots nuls o no vàlids                                                      | Vots nuls o no vàlids        | 539.438                      | 8,38%                        | Servei Públic Federal - Interior | Servei Públic Federal - Interior |
| Vots emesos                                                                | Vots emesos                  | 6.438.738                    | 90,73%                       | Servei Públic Federal - Interior | Servei Públic Federal - Interior |
| Cens total                                                                 | Cens total                   | 7.096.273                    |                              | Servei Públic Federal - Interior | Servei Públic Federal - Interior |